# Tipula tateyamae
Tipula tateyamae är en tvåvingeart som beskrevs av Alexander 1918. Tipula tateyamae ingår i släktet Tipula och familjen storharkrankar. Inga underarter finns listade i Catalogue of Life.